# Унзинн, Ксавер
Кса́вер У́нзинн (нем. Xaver Unsinn; 29 ноября 1929, Фюссен, Германия — 4 января 2012, там же) — западногерманский хоккеист и тренер, наставник сборной ФРГ по хоккею с шайбой (1974—1977, 1981—1989), бронзового призёра зимних Олимпийских игр в Инсбруке 1976.

## Биография
Прежде чем стать хоккеистом, Унзинн занимался теннисом, прыжками с трамплина и футболом. В 1946—1960 гг. выступал за хоккейный клуб «Фюссен» (нем. EV Füssen), с которым становился восьмикратным чемпионом Германии; в 1956—1959 гг. — капитан команды. В 1960—1962 гг. — был играющим тренером клуба «Кауфбойрен» (нем. ESV Kaufbeuren).
За сборную Германии провёл 72 матча, забил 24 шайбы. Участник пяти чемпионатов мира (1952, 1953, 1954, 1959 и 1960), двух зимних Олимпиад (1952 и 1960). Наивысшее достижение — серебряные медали первенства мира в Швейцарии 1953 года.
Ещё в конце игровой карьеры хоккеист задумался о тренерской деятельности, выведя в 1961 году в качестве играющего тренера «Кауфбойрен» в первую бундеслигу. Затем он был наставником ещё ряда западногерманских клубов: «Пройссен» (Крефельд) (нем. Preußen Krefeld), «Аугсбург», «Дюссельдорф», «Пройссен» (Берлин), «Розенхайм» (нем. EV Rosenheim). В 1972 году он привёл «Дюссельдорф» к званию чемпиона Германии, в 1974 и 1976 годах повторил свой успех с «Пройссеном». Возглавляя с 1978 по 1981 год швейцарский клуб «Берн», он также сумел выиграть со своими подопечными национальное первенство.
В 1976 году в качестве главного тренера олимпийской сборной ФРГ, он завоевывает бронзовые медали зимних Игр в Инсбруке. В 1977 году его контракт истек, однако вскоре Унзинн вновь становится у руля национальной сборной (1981—1989), в 1988 году в Калгари немцы занимают пятое место. В 1990 году уходит в отставку по состоянию здоровья. За достижения в качестве тренера его уважительно называли «Господин Хоккей» (нем. Mister Eishockei).
В 1996 году за вклад в развитие немецкого хоккея Унзинн был награждён орденом «За заслуги перед Федеративной Республикой Германия», а в 1998 году был введён в Зал славы ИИХФ в категории функционеров.